# Robert Harris
Robert Dennis Harris (Nottingham, 1957. március 7. –) angol regény-, esszé- és forgatókönyv-író.

## Élete és pályája
Robert Harris Nottingham-ben nőtt fel. Már gyerekkorában álmodozott arról, hogy író lesz, azoknak a látogatásainak a hatására is, amelyeket apja munkahelyén tett, egy nyomdában. Középiskolai tanulmányai alatt színdarabokat írt és cikkeket a tanulók folyóiratába. Azután a Cambridge-i Egyetemen tanult angol irodalmat, és a diákok hetilapjába írt.
Egyetemi tanulmányai után Robert Harris újságíró lett. Előbb a BBC-nél dolgozott a hírekkel és folyó ügyekkel foglalkozó műsorok terén, majd 1987-ben, 30-évesen politikai szerkesztő lett a The Observer-nél. Később a The Sunday Times-nál volt vezércikk-író.
1982-ben jelent meg az első könyve, egy esszé, amelyet egyik BBC-beli kollégájával együtt írt, majd egyedül is néhány más ilyen jellegű könyvet is publikált. 1992-ben kezdett regényeket írni.
1997-ben felhagyott az újságírással, de 2001-ben visszatért ehhez a tevékenységhez mint vezércikk-író a The Daily Telegraph-nál.
2007-ben Robert Harris mint szövegkönyv-író kezdett együttműködni Roman Polański filmrendezővel. Elsőre a Pompeji című regényéből írt szövegkönyvet, de felhagytak a film elkészítésével, színészek sztrájkkal való fenyegetése miatt. Egy másik Harris-regény, Szellemíró, alapja volt az azonos című 2009-ben forgatott filmnek. Ismerve Polański érdeklődését a Dreyfus-ügy iránt, az író megjelentette 2013-ban az ebből ihletett Tiszt és kém című regényét, amelyből aztán a francia-olasz Tiszt és kém – A Dreyfus-ügy című filmet forgatták le 2019-re.
Politikai nézeteit tekintve az író egy ideig Tony Blair-rel rokonszenvezett, de csalódott benne az Egyesült Királyság részvétele miatt a 2003-ban kezdődött iraki háborúban, amikor Blair volt a miniszterelnök. Szimpatizánsa maradt a Munkáspártnak 2015-ig, amikor az akkori vezetője, Jeremy Corbyn a párt kommunikációs igazgatójává egy Harris által szélsőbaloldalinak ítélt személyt tett meg. Azután az író a Liberális Demokraták szimpatizánsa lett.
Robert Harris nős és négy gyereke van. Berkshire-megyében, Kintbury faluban lakik.

## Művei

### Esszék
Kezdetben Robert Harris néhány újságírói munkájával kapcsolatos politikai esszét jelentetett meg:
- A Higher Form of Killing (szó szerint „Az ölés magasabb rendű formája”) (1982) a vegyi és a biológiai fegyverekről szól.[10]
- Gotcha! The Government, the Media and the Falklands Crisis (szó szerint „Megvagy! A kormány, a média és a Falkland-szigeteki válság”) (1983) a Falkland-szigeteki háború a kormány és a média által való kezelését elemzi.[11]
- The Making of Neil Kinnock (szó szerint „Neil Kinnock(wd) létrejötte”) (1984) a Munkáspárt 1983 és 1992 közötti vezetőjéről szól.[12]
- Selling Hitler: The Story of the Hitler Diaries (szó szerint „Hitler eladása: Hitler naplóinak a története”) (1986) Hitler hamis naplói közlésének az ügyét tárgyalja.[13]
- Good and Faithful Servant: The Unauthorized Biography of Bernard Ingham (szó szerint „Jó és hűséges közszolga: Bernard Ingham(wd) engedélyezetlen életrajza”) (1990) a kormány sajtóirodájának főnökéről szól, aki Margaret Thatcher miniszterelnökségének egész ideje alatt töltötte be ezt a tisztet.[14]

### Regények
- Fatherland (1992) magyarul Führer-nap címmel jelent meg.[15] Tulajdonképpen történelmi fikció, amely a náci Németország a háborúban való képzelt győzelméből indul ki, cselekménye az 1960-as évekbe helyezett, és egy olyan rendőrfelügyelő a főszereplője, aki nem kedveli a rendszert.[16]
- Enigma (1995)[17] a neve annak a Németországban kifejlesztett gépnek, amelyet a német hadsereg üzenetek rejtjelezésére használt. Egyik példánya az angolokhoz került, és segítségével fel tudtak törni számos üzenetet a második világháború alatt. Ennek története adja keretét az Enigma című thrillernek.[18]
- Archangel (1998) (Sztálin élt, Sztálin él, Sztálin élni fog!).[19] Egy brit történész az 1990-es évekbeli Oroszország káosza közepette megtalálja Sztálin fiát, akit egy sztálinista párt hatalomra akar juttatni.[20]
- Pompeii (2003) (Pompeji).[21] Ezzel a regénnyel Robert Harris az ókori Róma felé fordítja az érdeklődését. Főszereplője egy mérnök, aki a Vezúv kitörése előtt dolgozik Pompeii vízellátó rendszerénél, és ennek állapotából rájön, hogy a katasztrófa be fog következni.[22]
- Imperium (2006)[23] Marcus Tullius Cicero élettörténetén alapuló trilógia első regénye.[24]
- The Ghost (2007) (Szellemíró).[25] Főszereplőjét, egy írót arra alkalmaz egy lemondani kényszerült miniszterelnök, hogy folytassa az előbbi memoárjának írását, miután egy előtte erre alkalmazott író eltűnt.[26] Harris más munkáit elhalasztotta és belekezdett ebbe a könyvébe, miután Tony Blair lemondott miniszterelnöki posztjáról. A regény politikusa rá emlékeztet.[27]
- Lustrum (2009)[28] a Ciceró-trilógia második kötete.[29]
- The Fear Index (szó szerint „A félelemindex”) (2011) alapja a 2010-ben, a Wall Street-en bekövetkezett tőzsdei villámkrach. Főszereplője egy amerikai kockázati befektető bróker, aki Genfben él és egy új, az emberi agynál gyorsabban működő informatikai algoritmus-rendszert alkalmaz, de ez ellenőrizhetetlenné kezd válni.[30]
- An Officer and a Spy (2013) (Tiszt és kém)[31] hűen követi a Dreyfus-ügy eseményeit, képzelt szereplők nélkül, de főszereplője nem Alfred Dreyfus százados, hanem Marie-Georges Picquart őrnagy, ő nyomozza ki, hogy ki helyett ítélték el Dreyfust.[32]
- Dictator (2015) A Ciceró-trilógia befejező regénye.[33]
- Conclave (2016). A regény cselekménye a Vatikánban zajlik képzelt pápaválasztás körül, de a Katolikus Egyházon belül egymásnak feszülő valós reform- és hagyománymegőrzési törekvéseket idézi fel.[34]
- Munich (2017). (München)[35] A regény cselekményének keretét az 1938-as Müncheni egyezmény megkötése körüli események adják.[36]
- The Second Sleep (szó szerint „A második alvás”) (2019). A regény cselekménye 800 évvel azután zajlik, hogy a civilizáció megsemmisült, és amikor újból az 1468-as évbe ért. Egy kis angliai faluba új pap érkezik eltemetni az előtte ott élőt, és titkokat fedez fel erről, a faluról és a társadalomról.[37]
- V2 (2020) (V–2).[38] A regény egyrészt azon német erőfeszítésekből merít, amelyeket 1944-ben azért tettek, hogy ne veszítsék el a háborút, erre a V–2 rakétát kifejlesztve és alkalmazva, másrészt az angolok erőfeszítéseiből, hogy ezt megakadályozzák.[39]
- Act of Oblivion (szó szerint „Amnesztiatörvény”) (2022). Cselekménye 1660-ban zajlik. Szereplői mind valós történelmi személyek, kivéve a főszereplőt, akit azzal bíznak meg, hogy felkutassa az I. Károly angol király kivégzéséért felelősöket az Angol forradalom idejében.[40]

Robert Harris egy novellát is írt PMQ címmel, amely a Speaking with the Angel (szó szerint „Beszélgetés az angyallal”) című Nick Hornby által összeállított novella-antológiában jelent meg.

## Filmadaptációk
- A Harmadik Birodalom (1994), a Hitler-nap alapján készült tévéfilm;[43]
- Enigma (2001) mozifilm[44]
- Arkangyal (2005) tévéfilm a Sztálin élt, Sztálin él, Sztálin élni fog! alapján;[45]
- Szellemíró (2010) Roman Polański filmje; forgatókönyv: Robert Harris[46]
- Tiszt és kém – A Dreyfus-ügy (2019) Roman Polański filmje; forgatókönyv: Robert Harris[47]
- München (2021) Christian Schwochow[48]
- Konklávé (2024) Edward Berger filmje

## Fontosabb díjak, elismerések
- 1997 A kritika ''Mystère''-díja: Enigma (a regény) – (wd);[49]
- 2008 Thriller-díj az év legjobb regényének – Szellemíró (a regény) – ;[1]
- 2010 Európai Filmakadémia: legjobb forgatókönyv – Szellemíró (Roman Polańskival együtt);[50]
- 2011 César-díj: legjobb adaptált forgatókönyv – Szellemíró (Roman Polańskival együtt);[51]
- 2011 Lumières-díj: legjobb forgatókönyv – Szellemíró (Roman Polańskival együtt);[52]
- 2014 Walter Scott-díj(wd):– Tiszt és kém (a regény);[53]
- 2014 Ian Fleming Steel Dagger-díj(wd)– Tiszt és kém (a regény);[54]
- 2020 César-díj: legjobb adaptált forgatókönyv – Tiszt és kém (Roman Polańskival együtt)[2]
- 2022 Leicesteri Egyetem(wd) díszdoktora.[55]